# Salomón I de Bretaña
Salomón (en bretón: Salaün) (fallecido en 874) fue conde de Rennes y Nantes desde 852 y duque de Bretaña desde 857 hasta su asesinato en 874. Utilizó de manera intermitente el título de rey de Bretaña a partir de 868. En 867 recibió los condados de Avranches y Coutances. 
Según la tradición popular bretona, a su muerte fue canonizado como "San Salomón" y elevado a la categoría de mártir.

## Ascenso durante el gobierno de Erispoe
Salomón era hijo de Riwallon III de Poher. En 851, Carlos el Calvo, tras su derrota en la Batalla de Jengland, firmó la paz con Erispoe, duque bretón, y le concedió los condados de Rennes y Nantes y el Pays de Retz en Poitou haste el río Mayenne. En 852, Salomón prestó juramento ante Carlos como leal seguidor (fidelis); a cambio, al igual que con Erispoe, recibió Rennes, Nantes, y Retz como "tercio" de Bretaña en calidad de feudo. Él y Erispoe eran los dominatores de Rennes en 853. Salomón era el artistócrata más poderoso de la corte de Erispoe.

## Revuelta de 858 - 863
Probablemente ante el temor de verse despojado de los privilegios disfrutados bajo Erispoe si Luis el Tartamudo era proclamado rey en Le Mans, Salomón se alió con Almarco (desconocido por otra parte) para asesinar a Erispoe y hacerse con el trono bretón en 857. En 858 estuvo implicado en la gran revuelta de los nobles francos de Neustria contra Carlos el Calvo. Los bretones fueron responsables de la expulsión de Luis de Le Mans en la primavera de ese año. En septiembre Luis el Germánico llegó hasta Orléans, donde una delegación bretona enviada por Salomón se reunió con él. En 859, tuvo lugar un sínodo en Savonnières cerca de Toul y ordenó a Salomón que recordara su juramento de 852 y que continuara pagando el tributo que Bretaña había pagado en los años precedentes.
Para 862, Salomón ya era el centro de la revuelta contra Carlos el Calvo, aunque no había luchado contra el propio rey desde 860. En ese año, contrató una banda de vikingos para enfrentarse a Roberto el Fuerte, que también contaba con el apoyo de mercenarios vikingos. Salomón envió también un ejército bretón en ayuda de Luis el Tartamudo, ahora aliado de los rebeldes contra Roberto. En 863, Carlos reunió un ejército y marchó sobre Bretaña, pero se detuvo cerca de Entrammes, donde negoció un tratado con Salomón por el que el oeste de Anjou fue reconocido como parte de Bretaña y se entregaba a Salomón la abadía laica de Saint-Aubin en Angers. A cambio, este se comprometía a pagar tributo a Carlos.

## Revuelta de 865 - 867
Salomón no abandonó la lucha contra Roberto el Fuerte y sus aliados tan fácilmente. Entre 865 y 866, vikingos y bretones asolaron los alrededores de Le Mans, y el propio Roberto perdió la vida en la batalla de Brissarthe. Esto fue el comienzo de una nueva insurrección; incluso el papa Nicolás I escribió cartas a Salomón urgiéndole a continuar el pago de los tributos retenidos. Carlos marchó nuevamente sobre Bretaña en 867, pero Salomón envió a su yerno Pascweten a negociar una paz en Compiègne en agosto.

## Paz y regalia
Esta paz duraría hasta el final de la vida de Salomón. Carlos recompensó a su ahora fiel vasallo con la entrega de una regalía en 868, incluyendo una corona dorada y engastada de joyas. Es también probable que Carlos hubiera apadrinado al pequeño hijo de Salomón, Wigo, de dos años de edad, vinculando así a Carlos y Salomón. Aunque desde aquel momento Salomón comienza a llamarse 'rey', no lo era de forma oficial, como deja constancia un historiador monástico del siglo XI en Redon:

Salomón era llamado rey, no porque lo fuera, sino porque vestía una corona dorada y ropas púrpuras por concesión del emperador Carlos, y por esta razón era designado con este nombre.

Salomon realizó algunos esfuerzos a mediados de la década de los 860 para conseguir que el papa Nicolás enviara el palio al Obispo de Dol para crear una archidiócesis para todas las diócesis britanas y así eludir la autoridad de la Archidiócesis de Tours, su metropolitano legal. Salomon podría estar buscando un arzobispo más dispuesto a obedecer o que le consagrara como rey. Quizás únicamente deseara romper el estancamiento provocado quince años atrás por la deposición de cinco obispos bretones ordenada por Nominoe.
En 874 una conspiración encabezada por su yerno Pascweten, Gurvand de Britania y Wigo, hijo del conde de Cornualles acabó con la vida de Salomón. Sin embargo, pronto estalló una guerra civil entre los tres cabecillas que duraría hasta 876.